# Wilhelm Dettmer (Schauspieler)
Wilhelm Dettmer (1. Januar 1860 in Hamburg – 14. Juli 1925 in Dresden) war ein deutscher Theaterschauspieler und -regisseur.

## Leben
Dettmer, Sohn des Friedrich Dettmer (und Enkel von Wilhelm Georg Dettmer), fiel schon in der Schule mit seiner schauspielerischen Begabung bei der Deklamation von Gedichten auf. Um Schauspieler zu werden, musste er sich gegen den erklärten Willen seines Vaters durchsetzen. 
Daraufhin nahm Dettmer Unterricht bei Eduard Winger. 1879 erhielt er sein erstes Engagement am Hoftheater Meiningen. Dort schloss er sich den Meiningern an, kam mit diesen auch bis Amsterdam, wurde aber nur in zweiten Liebhaber- und Heldenrollen eingesetzt. 
Dabei erwarb er jedoch viel Bühnenroutine und wurde von der Gemahlin des Herzogs von Meiningen, der Helene Freifrau von Heldburg protegiert. In Meiningen blieb er bis zum 1. Februar 1881, nachdem er nach dem Tod seines Vaters (24. Oktober 1880) umgehend einen Antrag ans Hoftheater Dresden erhielt.
Dort hatte er zunächst Adalbert Matkowsky vor sich, so dass er gehindert war, in den ersten Rollen seines Fachs aufzutreten. Dies änderte sich erst mit dem Abgang Matkowskys 1866 nach Hamburg.
Reiche Anerkennung holte er sich jetzt in ersten Helden- und Liebhaberrollen wie „Fiesko“, „Sigismund“, in Der Traum ein Leben, Clavigo, Wetter von Strahl etc. Dettmer galt als sehr verdienstvolles Mitglied des Dresdner Hoftheaters.
Im ersten Jahrzehnt des 20. Jahrhunderts leitete er zeitweise als Oberregisseur das Hamburger Schauspiel-Ensemble, ehe er noch vor Ausbruch des Ersten Weltkriegs als Hofschauspieler erneut an das Königliche Hoftheater Dresden geholt wurde. Nach dem Krieg war Dettmer auch als gastierender Künstler unterwegs.